# Euagathis serena
Euagathis serena är en stekelart som beskrevs av Simbolotti och Van Achterberg 1995. Euagathis serena ingår i släktet Euagathis och familjen bracksteklar. Inga underarter finns listade i Catalogue of Life.